# Flughafen Venedig-Tessera

i7
i11
i13
Der Flughafen Venedig (ital. Aeroporto di Venezia-Tessera “Marco Polo”, IATA-Code: VCE, ICAO-Code: LIPZ) ist der internationale Verkehrsflughafen der italienischen Stadt Venedig. Er wurde nach dem Fernhändler Marco Polo benannt und fertigt im Jahr etwa elf Millionen Passagiere ab.
Im Großraum Venedigs gibt es zudem den hauptsächlich von Billigfluggesellschaften genutzten Flughafen Treviso sowie den Flugplatz Venedig-Lido für die Allgemeine Luftfahrt.

## Lage und Verkehrsanbindung
Der Flughafen liegt auf der Terraferma Venetiens, unmittelbar an der Lagune von Venedig, bei der Ortschaft Tessera und der gleichnamigen Insel im Stadtbezirk Favaro Veneto, jeweils rund acht Kilometer Luftlinie von Mestre im Westen und Venedig im Südwesten entfernt.
Die Anbindung des Flughafens an die Stadt wird durch Busse, Taxis, Motorboote oder Wasserbusse sichergestellt. Busverbindungen zwischen dem Piazzale Roma in Venedig und dem Flughafen Marco Polo erfolgen über die Buslinie ACTV Nr. 5 (gelber Bus, Stadtlinie), oder ATVO (blauer Bus, privat). Taxis stehen am Flughafen zur Verfügung. Außerdem ist es möglich per Wasserbus vom Flughafen bis Fondamenta Nuove, Markusplatz oder zum Bahnhof Venezia Santa Lucia zu fahren. Der Bootshafen des Flughafens befindet sich unmittelbar südwestlich des Passagierterminals.

## Geschichte

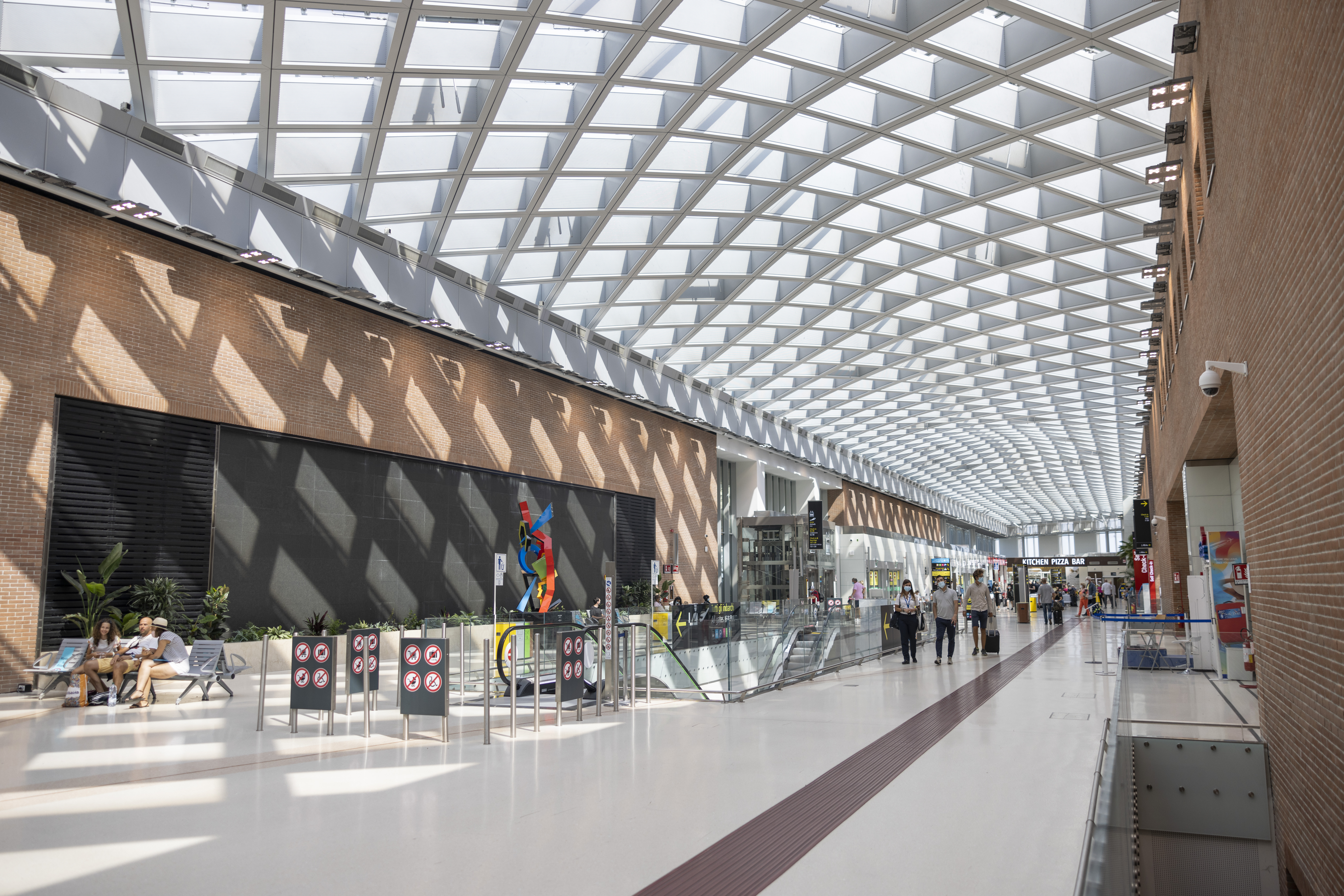
Terminal des Flughafens

Im zivilen Linienverkehr verwendete man in den 1920er- und 1930er-Jahren in Italien vorwiegend Flugboote, die in der Lagune von Venedig optimal eingesetzt werden konnten.
Der heutige Flugplatz Venedig-Lido war der erste Verkehrsflughafen Venedigs für konventionelle Landflugzeuge. Er wurde Ende 1915 als Militärflugplatz eingerichtet und 1926 für den zivilen Flugverkehr freigegeben. Vom Flugplatz auf dem Lido gab es unter anderem Linienflüge nach Wien, München und weiter nach Berlin. Nach der erneuten militärischen Nutzung während des Zweiten Weltkriegs wurde der zivile Linienverkehr im Jahr 1947 wieder aufgenommen. Der Flugplatz geriet mit der Einführung von größeren Verkehrsflugzeugen schnell an seine Grenzen. Nachdem sich einige Fluggesellschaften 1952 dazu entschieden hatten, auf den Flughafen Treviso auszuweichen, entschied man sich trotz erheblichem Widerstand dazu, den Flugplatz auf dem Lido nicht auszubauen und stattdessen bei Tessera auf dem Festland einen neuen Verkehrsflughafen zu errichten. Dazu wurde eine ausgedehnte, 1500 Hektar große Barena betoniert. Der neue Flughafen wurde im Jahr 1960 eingeweiht.
Das derzeitige Terminal nahm man 2002 in Betrieb.

## Fluggesellschaften und Ziele
Vom Flughafen Venedig aus werden in erster Linie italienische und europäische Städteziele im Point-to-Point-Verkehr angeflogen, darunter beispielsweise London und Madrid. Er wird trotz seiner Nähe zum Flughafen Treviso auch von Billigfluggesellschaften wie easyJet genutzt.
Im deutschsprachigen Raum werden unter anderem Basel, Berlin, Düsseldorf, Frankfurt am Main, Hamburg, Köln-Bonn, München und Stuttgart sowie Wien und Zürich bedient. Langstreckenverbindungen bestehen in die Vereinigten Staaten, die Vereinigten Arabischen Emirate, nach Kanada sowie nach Südkorea. UPS Airlines bedient mehrmals wöchentlich einen Frachtflug nach Köln/Bonn.
Zusätzlich werden saisonal von und nach Venedig Charterflüge durchgeführt. Außerdem wird der Flughafen von Geschäftsreiseflugzeugen und Sportflugzeugen angeflogen.

## Ausbaupläne
Der Flughafenbetreiber SAVE und die Regionalregierung Venetiens wollen den Flughafen schrittweise ausbauen und damit dessen führende Rolle in Nordostitalien weiter stärken. Der Flughafen soll nicht nur an das regionale S-Bahn-Netz Sistema Ferroviario Metropolitano Regionale angebunden werden, sondern auch an das Hochgeschwindigkeitsnetz der italienischen Bahn. Eine weitere, zu den bereits vorhandenen Pisten parallel verlaufende Start- und Landebahn ist nördlich des derzeitigen Flughafengeländes geplant. Das dann zwischen den Pisten liegende Terminal soll in nordwestlicher Richtung erweitert werden, das Vorfeld in nördlicher Richtung. Bei Bedarf könnten nach dem Muster des Flughafens Atlanta Satellitenterminals auf dem erweiterten Vorfeld entstehen. Die mit den Ausbauplänen angestrebte Passagierkapazität würde sich mit danach 19 Millionen pro Jahr mehr als verdoppeln.

## Verkehrszahlen
| Jahr | Fluggastaufkommen | Luftfracht (Tonnen) (mit Luftpost) | Flugbewegungen |
| ---- | ----------------- | ---------------------------------- | -------------- |
| 2021 | 3.437.204         | 44.228                             | 39.165         |
| 2020 | 2.799.688         | 41.135                             | 34.337         |
| 2019 | 11.561.594        | 63.970                             | 95.232         |
| 2018 | 11.184.608        | 68.029                             | 95.414         |
| 2017 | 10.371.380        | 60.853                             | 92.263         |
| 2016 | 9.624.748         | 57.973                             | 90.084         |
| 2015 | 8.751.028         | 50.961                             | 81.946         |
| 2014 | 8.475.188         | 44.426                             | 77.732         |
| 2013 | 8.403.790         | 45.662                             | 80.999         |
| 2012 | 8.188.455         | 40.887                             | 84.233         |
| 2011 | 8.584.651         | 41.886                             | 87.138         |
| 2010 | 6.868.968         | 37.612                             | 74.692         |
| 2009 | 6.717.600         | 32.533                             | 75.800         |
| 2008 | 6.893.644         | 30.682                             | 79.891         |
| 2007 | 7.076.114         | 23.962                             | 88.778         |
| 2006 | 6.342.178         | 26.692                             | 82.199         |
| 2005 | 5.825.499         | 22.723                             | 78.783         |
| 2004 | 5.871.415         | 22.356                             | 79.994         |
| 2003 | 5.304.597         | 19.786                             | 76.886         |
| 2002 | 4.216.398         | 17.896                             | 65.849         |
| 2001 | 4.178.285         | 16.287                             | 63.067         |
| 2000 | 4.135.608         | 17.322                             | 65.719         |

## Zwischenfälle
- Am 29. Januar 1943 wurde die Fiat G.18 V der Avio Linee Italiane (ALI)/Regia Aeronautica mit dem Luftfahrzeugkennzeichen I-EURE bei einem Flug von Belgrad nach Venedig bei einer Flughöhe von 30 m in Nebelfeldern 500 Meter vor dem Flughafen Venedig ins Meer geflogen, wobei die vierköpfige Besatzung und eine weitere Person ums Leben kamen.[6]

- Am 6. März 1967 wurde eine Short Skyvan 2 der italienischen Aeralpi (I-TORE) bei der Landung während eines Trainingsflugs in dichtem Nebel auf dem Flughafen Venedig-Tessera viel zu schnell aufgesetzt, statt mit 70 Knoten mit 90 bis 100 Knoten. Die Maschine sprang wieder hoch und schlug gegen eine Ufermauer, wobei das rechte Hauptfahrwerk, das Bugfahrwerk und die rechte Tragfläche abrissen. Das Flugzeug kam auf dem Rücken liegend im flachen Wasser zum Stillstand. Alle drei Piloten, die einzigen Insassen auf dem Übungsflug, überlebten den Unfall.[7]